# Ванагс, Александр
Александр(с) Ва́нагс (латыш. Aleksandrs Vanags, 5 марта 1873 — 19 марта 1919) — латышский архитектор, автор ряда памятников архитектуры в Риге, один из создателей неповторимого облика Риги как столицы югендстиля.
Идеологом стиля национального романтизма в Латвии считают коллегу и друга А. Ванагса Эйжена Лаубе, однако наиболее ярко отразил его в своем творчестве А. Ванагс. Большинство его работ были выполнены в фантастически короткий период — примерно в течение 5 лет.

## Биография
Александр Ванагс родился в семье служащего в Лиезерской волости Цесисского уезда. Учился в церковно-приходской школе и городской школе Цесиса.
Учился в Рижском политехническом училище (1891—1897). В 1894 году начал собирать материалы о строительной технике и прикладном искусстве латышей в северной Курляндии, в 1896 году участвовал в организации Латышской этнографической выставки в Риге.
С 1896 года работал в строительном бюро К. Пекшенса, в 1898 году возобновил учёбу в Рижском политехническом институте на архитектурном факультете. Инженерный диплом он так и не получил, но в 1902 году сдал экзамен в Техническом комитете по строительству Министерства внутренних дел Российской империи и получил строительные права, что означало практическое право профессиональной деятельности.
В 1905 году он открыл собственное бюро, вначале располагавшееся в доме К. Пекшена на ул. Альберта, 12, затем на ул. Тербатас, 48, а позже в спроектированных самим Ванагсом домах на ул. Кр. Барона, 37 и в доме Тетера на ул. Бривибас, 61.
Ванагс активно участвовал в конкурсах проектов. Так, в 1908 и 1909 годах были отмечены его эскизы сельскохозяйственных строений. Его работы публиковались в ежегоднике Рижского общества архитекторов, в котором он состоял с 1907 года, «Jahrbuch für bildende Kunst in den Ostseeprovinzen».
По его проектам построено около 70 многоэтажных каменных зданий, преимущественно в формах национального романтизма, меньше — в формах неоклассицизма.
Во время Первой мировой войны Александр Ванагс работал в отделе по строительству дорог Русской императорской армии, а после этого, когда Ригу оккупировали войска Германии, участвовал в организации латышской культурной выставки в Берлине.
После провозглашения Латвийской советской республики, с февраля 1919 года, работал в строительном отделе Рижского совета рабочих депутатов.
При Советском правительстве П. Стучки Ванагс 10 марта 1919 года был арестован, обвинён в контрреволюционной пропаганде и расстрелян в Центральной рижской тюрьме.

## Вклад в создание нормативов на латышском языке
В 1904 году в переводе А. Ванагса на латышском языке вышли новые Рижские строительные правила, которые сохранили законную силу до 1940 года.
26-27 марта 1903 года в газете «Baltijas Vēstnesīs» напечатан объемный труд А. Ванагса «Стиль модерн». Это основательное описание художественно-стилистических тенденций строительного искусства того времени, фактически первая серьёзная публикация на латышском языке об актуальных вопросах истории и теории архитектуры.
Известны также другие публикации А. Ванагса, а в архиве архитектурного факультета Рижского технического университета сохранились его рукописи об архитектоническом устройстве латышского сельского дома, восстановлении построек, уничтоженных войной, и так далее.

## Основные работы

Улица Бривибас, 58

По проектам Александра Ванагса построены жилые дома в Алуксне, Юрмале, Плявиняс, Тарту, Тукумсе.
Он построил здания Булдурской школы садоводства (1912) и Приекульской сельскохозяйственной школы (1912), коммерческую школу в Яунелгаве, средние школы в Лиелварде и Стренчи, дома сельскохозяйственных и других обществ в Кулдиге (1908), Лиезере (1908), Руйиене (1914), ряд домов для волостных самоуправлений.

### Доходные дома в Риге
- Улица Бривибас, 58
- Улица Кришьяня Барона, 30
- Улица Кришьяня Барона, 37
- Улица Кришьяня Барона, 62
- Улица Кришьяня Валдемара, 69
- Улица Кришьяня Валдемара, 71
- Улица Кришьяня Валдемара, 73
- «Угловой дом» на углу улиц Бривибас и Стабу, построен как доходный дом с магазинами. В советское время в нём располагался Комитет госбезопасности Латвийской ССР.